# Renée DuMonde
Renée DuMonde is een personage uit de soapserie Days of our Lives. De rol werd van 1980 tot 1983 gespeeld door Philece Sampler.

## Personagebeschrijving
Renée kwam in 1980 naar Salem toen haar zuster Lee DuMonde een beroerte had. Later zag Renée David Banning in het kantoor van Alex Marshall met een revolver, Alex was neergeschoten. David werd voor zeven jaar naar de gevangenis gestuurd, maar kon ontsnappen toen het transport naar de gevangenis een ongeluk kreeg. Hij verstopte zich in de kelder van een radiostation en Renée hielp hem daarbij.
In 1981 ontmoette ze Tony DiMera en werd verliefd op hem. Ondanks waarschuwingen van Lee bleef ze Tony zien. Op een avond zat Renée in bad en werd aangevallen door de wurger van Salem, gelukkig voor haar kon Lee haar redden. In het ziekenhuis probeerde de wurger haar opnieuw te vermoorden, maar werd toen verhinderd door een verpleegster. Renée lag in coma en David Banning werd beschuldigd van poging tot moord, toen ze ontwaakte sprak Renée hem vrij.
In 1982 probeerde de wurger haar opnieuw te pakken en deze keer zag ze zijn gezicht, maar ze verdrukte dit beeld uit haar geheugen. Tony was bezorgd om het leven van Renée en nam haar in huis.
Tony vroeg Renée ten huwelijk en zij nam het aanzoek aan. Dan ontdekte Renée het dagboek van Lee en kwam tot een vreselijke vaststelling. Lee was niet haar zuster, maar haar moeder en haar echte vader was niemand minder dan Stefano DiMera, waardoor Tony haar halfbroer was. Renée verbrak de relatie onmiddellijk maar vertelde niet de ware toedracht om hem niet te kwetsen. Tony wilde Renée echter niet laten gaan waardoor ze geen andere keuze had dan hem de waarheid te vertellen, die hij weigerde te geloven.
Om over Tony heen te komen concentreerde Renée zich op David Banning. Het paar trouwde in november 1982. Tony was er het hart van in en zijn moeder Daphne DiMera wilde haar zoon gelukkig zien en biechtte haar geheim op, Tony was in feite de zoon van haar vroegere tuinman Enrico en niet van Stefano. Tony liet een test uitvoeren en het bleek dat zijn moeder de waarheid sprak. Hij ging met deze informatie naar Renée, maar zij besloot om met David getrouwd te blijven.
In 1983 werd ze zwanger van David, maar ze kreeg een miskraam toen ze van een paard viel. Nadat Stefano ontdekte dat Tony niet zijn zoon was kreeg hij een beroerte en stierf, dit was een van de vele geveinsde overlijdens van Stefano.
In zijn testament bepaalde Stefano dat Tony en Renée hun erfenis pas kregen als ze een jaar samen onder hetzelfde dak woonden en dat Renée met David getrouwd moest blivjen. Het eerste koppel dat een kind kreeg zou nog eens vijf miljoen extra krijgen. Renée en David en Tony met zijn nieuwe vrouw Anna Fredericks gingen nu samen wonen.
Renée was erg jaloers op het huwelijk van Anna en Tony en het feit dat zij zwanger werd van Tony's kind. Renée zorgde ervoor dat het DiMera-jacht zou zinken met Anna aan boord, maar Tony was ook op het jacht toen dit ontplofte. David kon zowel Tony als Anna redden, maar Anna verloor haar kind.
David was verbolgen toen hij ontdekte dat Renée hiervoor verantwoordelijk was en scheidde van haar. Kort daarna werd de eenzame Renée getroost door de charmante Alex Marshall en ze trouwde met hem. Op het kantoor van Alex ontdekte Renée een nieuw testament waarin zij de enige erfgename was. Renée wist nu dat Alex enkel voor haar geld met haar getrouwd was en besloot om een groot feest te organiseren om iedereen een veeg uit de pan te geven. Eerst verbaasde ze iedereen door te zeggen dat ze met Alex getrouwd was en dan spuwde ze haar gal uit over Alex en zij dat hij een bedrieger was. Ze maakte bekend dat zij de enige erfgename was van het DiMera-fortuin en dat ook Daphne hiervan op de hoogte was. Ze zei dat iedereen haar haatte en dat ze geen vrienden had, op Marlena en Chris na. Dan ging ze naar Tony toe om zich te verontschuldigen en te zeggen dat hij de enige grote liefde van haar leven was. Ze kon begrijpen dat hij haar haatte omdat ze met David getrouwd was en zwanger werd van hem en dat ze wist hoeveel het pijn deed omdat hij met Anna getrouwd bleef en dat ze er echt spijt van had dat zijn kind met Anna door haar toedoen was gestorven. Later op de avond vertelde Tony aan Renée dat hij nog steeds van haar hield en ze bedreven de liefde. Tony mengde zich terug onder de gasten en dan volgde er een schreeuw, de meid kwam naar onder om te zeggen dat er een moord had plaatsgevonden. Roman en Bo Brady gingen naar boven en vonden Renée met een mes in haar rug. Later werd duidelijk dat ze niet aan de wonde overleed maar aan het vergif dat op het lemmet van het mes zat. Daphne was een van de hoofdverdachten, maar later bleek dat André DiMera haar vermoord had. André was een neef van Stefano die er via plastische chirurgie identiek als Tony uitzag. Op de avond van het feest ging hij naar de kamer van Renée en deed en wilde met Renée de liefde bedrijven. Ze begonnen te kussen en toen vroeg Renée wat voor eau de cologne hij op had. André was erg verbaasd dat ze dat vroeg en Renée zei dat dit niet zijn geur was, ook zijn handen waren anders, ruwer. Hij was Tony en toch niet. André zag dat Renée iets vermoedde en ze zei dat ze dit raar vond en naar Roman Brady zou gaan. Dan zag André geen andere uitweg dan Renée te vermoorden.